# Euryplacidae
Famille
Les Euryplacidae sont une famille de crabes. Elle comprend 14 genres et 31 espèces actuels et huit genres et quinze espèces fossiles.

## Liste des genres
- Eucrate De Haan, 1835
- Euryplax Stimpson, 1859
- Frevillea A. Milne-Edwards, 1880
- Henicoplax Castro & Ng, 2010
- Heteroplax Stimpson, 1858
- Machaerus Leach, 1818
- Nancyplax Lemaitre, García-Gómez, von Sternberg & Campos, 2001
- Platyozius Borradaile, 1902
- Psopheticoides Sakai, 1969
- Systroplax Castro & Ng, 2010
- Trissoplax Castro & Ng, 2010
- Trizocarcinus Rathbun, 1914
- Villoplax Castro & Ng, 2010
- Xenocrate Ng & Castro, 2007
- †Chirinocarcinus Karasawa & Schweitzer, 2004
- †Chlinocephalus Ristori, 1886
- †Corallicarcinus Müller & Collins, 1991
- †Orbitoplax Tucker & Feldmann, 1990
- †Palaeopsopheticus Hu & Tao, 1996
- †Simonellia Vinassa de Regny, 1897
- †Stoaplax Vega, Cosma, Coutiño, Feldmann, Nyborg, Schweitzer & Waugh, 2001
- †Viaplax Karasawa & Kato, 2003

## Référence
- Stimpson, 1871 : Preliminary report on the Crustacea dredged in the Gulf Stream in the Straits of Florida by L.F. de Pourtales, Assist. U. S. Coast Survey. Part I. Brachyura. Bulletin of the Museum of Comparative Zoölogy at Harvard College, vol. 2, p. 109–160.

## Sources
- Ng, Guinot & Davie, 2008 : Systema Brachyurorum: Part I. An annotated checklist of extant brachyuran crabs of the world. Raffles Bulletin of Zoology Supplement, n. 17 p. 1–286.
- De Grave & al., 2009 : A Classification of Living and Fossil Genera of Decapod Crustaceans. Raffles Bulletin of Zoology Supplement, n. 21, p. 1-109.